# Challenger de Sopot
El BNP Paribas Polish Open es un torneo profesional de tenis. Pertenece al ATP Challenger Series. Se juega desde el año 2011 sobre pistas de polvo de ladrillo, en Sopot, Polonia.

## Palmarés

### Individuales
| Año  | Campeón     | Finalista    | Resultado |
| ---- | ----------- | ------------ | --------- |
| 2011 | Éric Prodon | Nikola Ćirić | 6–1, 6–3  |

### Dobles
| Año  | Campeones                            | Finalistas                       | Resultado     |
| ---- | ------------------------------------ | -------------------------------- | ------------- |
| 2011 | Mariusz Fyrstenberg Marcin Matkowski | Olivier Charroin Stéphane Robert | 7–5, 7–6(7–4) |